# Кот
Кот (фр. Côte) је насељено место у Француској у региону Франш-Конте, у департману Горња Саона.
По подацима из 2011. године у општини је живело 524 становника, а густина насељености је износила 75,61 становника/km².

## Демографија
| 1962. | 1968. | 1975. | 1982. | 1990. | 2011. |
| ----- | ----- | ----- | ----- | ----- | ----- |
| 547   | 509   | 517   | 517   | 468   | 524   |